# ウーナ (歌手)
センタ＝ソフィア・デリポンティ（Senta-Sofia Delliponti, 1990年4月16日 - ）は、ドイツの歌手、女優、ミュージカル女優。2014年1月以後、ウーナ（Oonagh, ドイツ語発音: [ˈuːnäːɣ]）の名でシンガーソングライターとして活動している。
ウーナの代表的な音楽スタイルは、J・R・R・トールキンの神話的伝承の世界と、世界の民族音楽に触発されたものである。

## 経歴
センタ＝ソフィア・デリポンティはニーダーザクセン州ヴォルフスブルクに生まれ、同じ州のギフホルンで育った。父親のMaik Dellipontiはイタリア人のピザ職人で、母親のElena Dellipontiはブルガリア人の音楽教師であった。センタ＝ソフィアという名は、女優のセンタ・バーガーと、母親の故郷ブルガリアの首都であるソフィアにちなんで付けられた。彼女には弟が一人いる。
2003年7月12日、Sat.1が放送するタレント発掘テレビ番組『スターサーチ』（Star Search）に出演、10歳から15歳までの歌唱の部で決勝戦まで勝ち残り、才能を発揮した。8月10日の決勝戦では、ダニエル・ジーゲルト (Daniel Siegert) に次いで2位であった。9月7日、ジーゲルトらとともにユニット "Star Search – The Kids" の一員としてシングル Smile をリリース、ドイツのチャートで5位につけた。しかし、続いてジーゲルトらと組んでリリースした Mother では成功が続かなかった。2003年の年末にユニット "TV Allstars" が出したクリスマスアルバムでは「もみの木」を歌っている。『ジム・ボタンの冒険』のミュージカルで舞台に立った。2006年に中学校を卒業。
2006年秋、ソロ・アーティストとしてデビューし、ポップ・パンクのシングル Scheißegal はドイツのチャートで69位になった。2007年にリリースした Ich sehe was, was du nicht siehst は、テレビ番組『ビッグ・ブラザー』ドイツ版の7つめの主題歌になった。
2007年から2010年にかけてベルリンのシャルロッテンブルク演劇学校 (de:Schauspielschule Charlottenburg) で演劇と歌唱を修めた。この間の2008年、ミュージカル『春のめざめ』ウィーン公演にアンサンブルの一員として出演した。2010年1月末までミュージカル『ダンス・オブ・ヴァンパイア』オーバーハウゼン公演にアンサンブルの一員として出演。その後秋まで、同作品のシュトゥットガルト公演にも出演したが、女性主役の控えを意図したものであった。
2010年12月初めから2013年6月中旬まで、彼女はRTLの昼ドラ『Gute Zeiten, schlechte Zeiten』で、Tanja Seefeld 役を演じた。

### ウーナとしての活動
2014年1月以後、デリポンティはウーナのステージネームで活動し、ステージネームと同名のアルバム Oonagh をリリースした。彼女は、ECHO Pop2015の国内ロック／ポップ・アーティスト部門と新人（国内）部門で賞を獲得した。2015年3月13日、セカンドアルバム Aeria をリリース。 また、2015年にはケルティック・ウーマンのアルバム Celtic Woman: Destiny に、ゲスト歌手として参加している。
2016年10月21日、3枚目のアルバム Märchen enden gut をリリースした。
2017年12月、彼女は娘を産んだ。

## ディスコグラフィー
| Title             | Release | Record Label    |
| ----------------- | ------- | --------------- |
| Oonagh            | 2014    | Universal Music |
| Aeria             | 2015    | Universal Music |
| Märchen enden gut | 2016    | Universal Music |

## ギャラリー

Senta-Sofia Delliponti in Concert
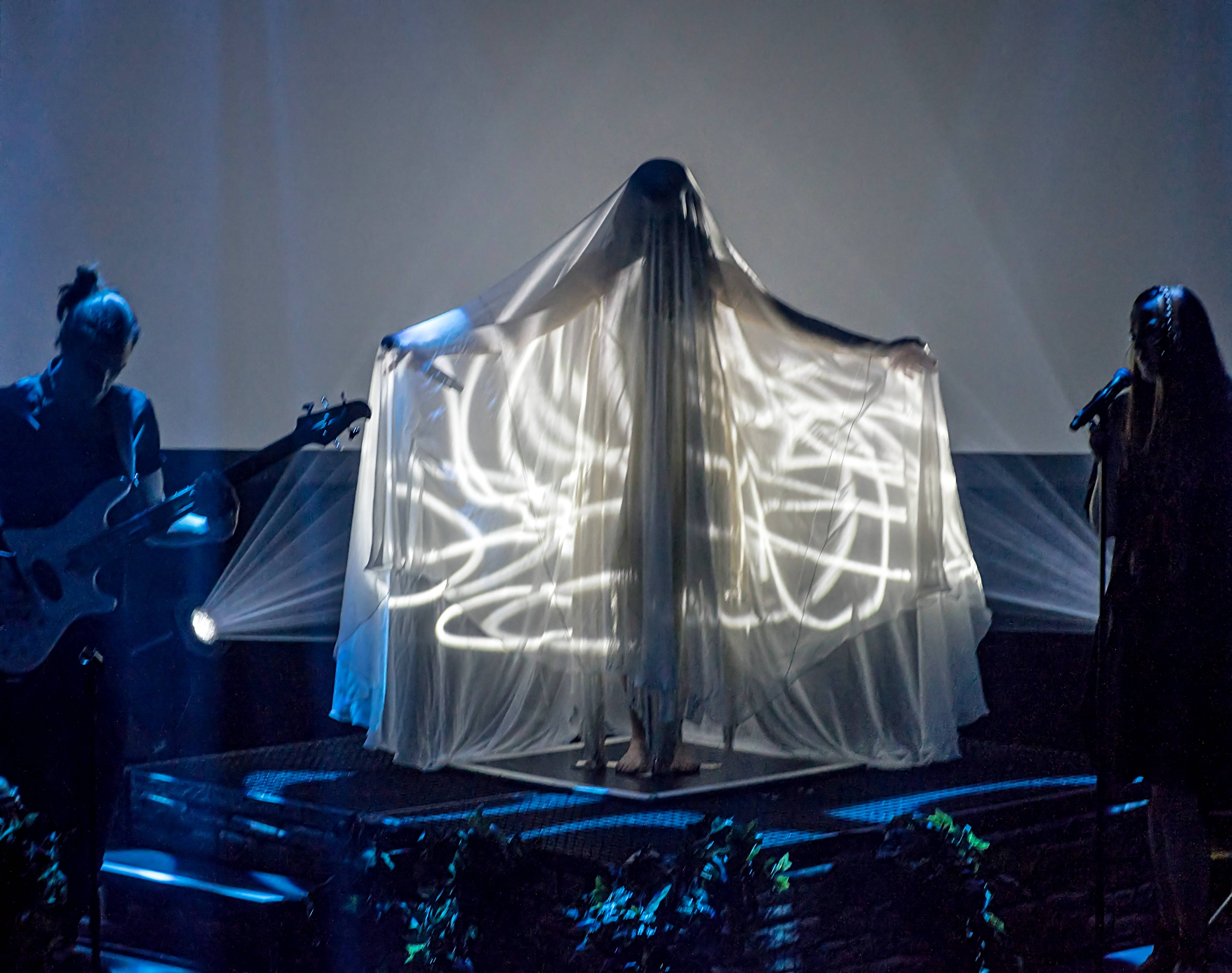
From Oonagh Tour 2015 Freiburg.
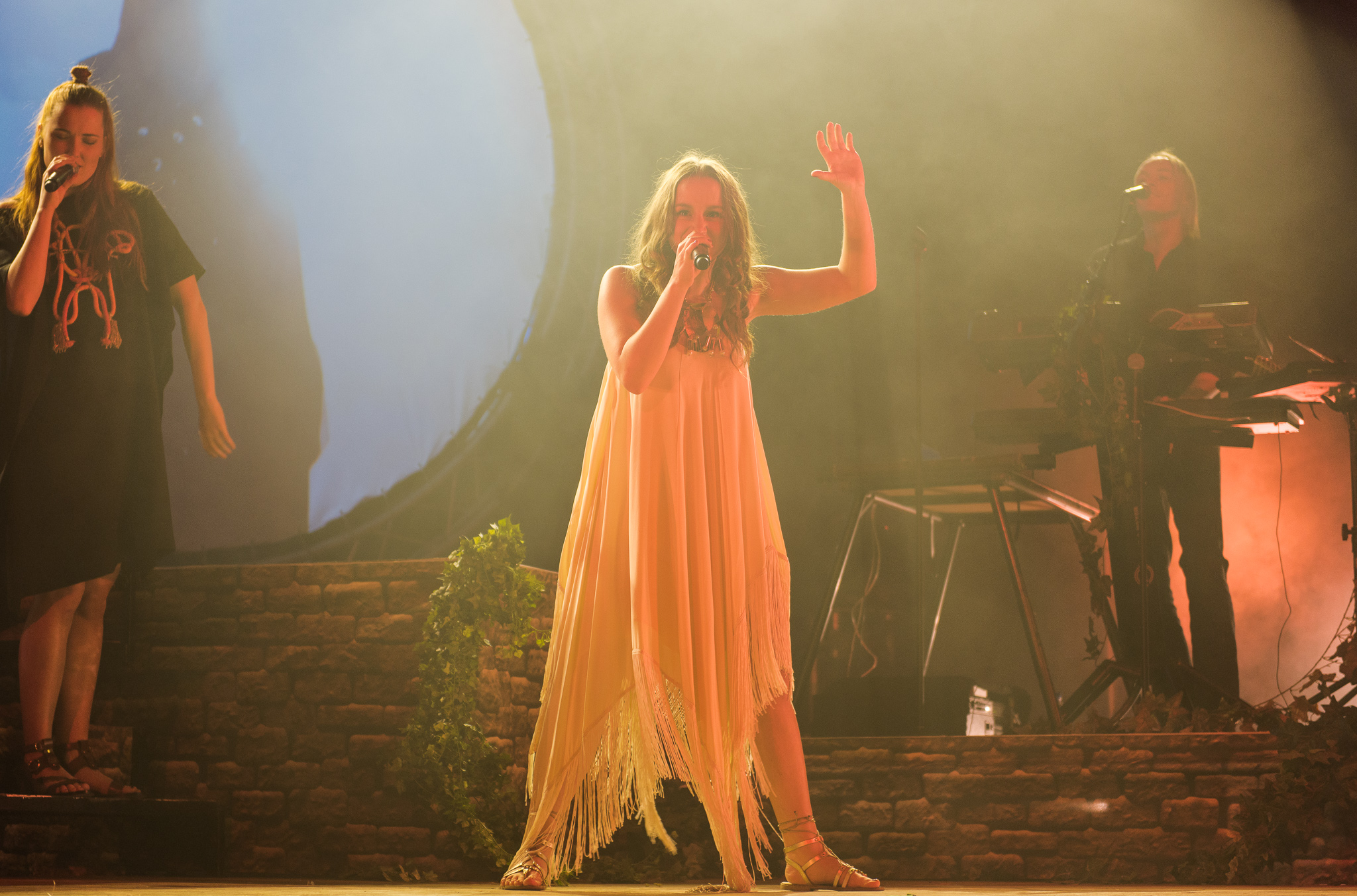
From Oonagh Tour 2015 Freiburg.
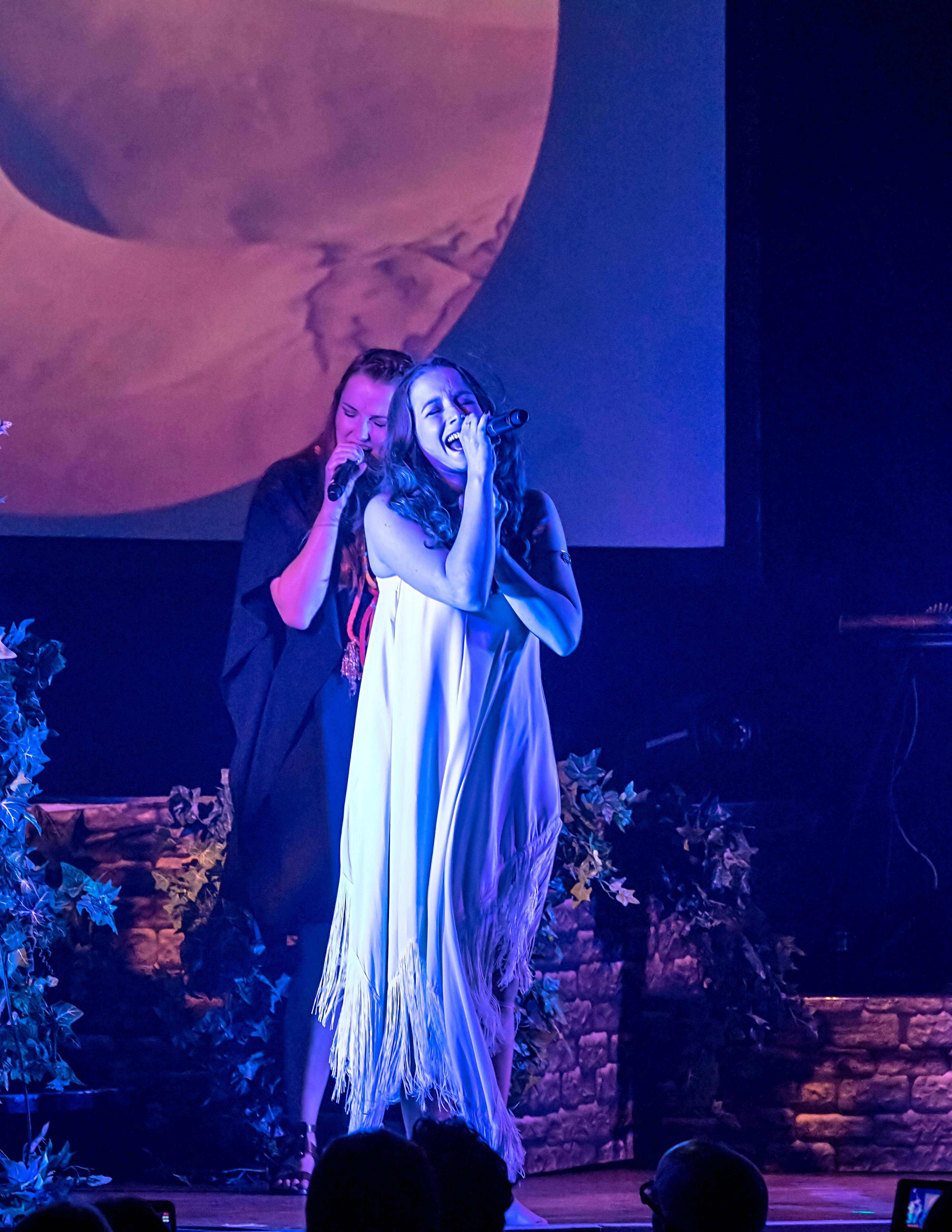
From Oonagh Tour 2015 Freiburg.
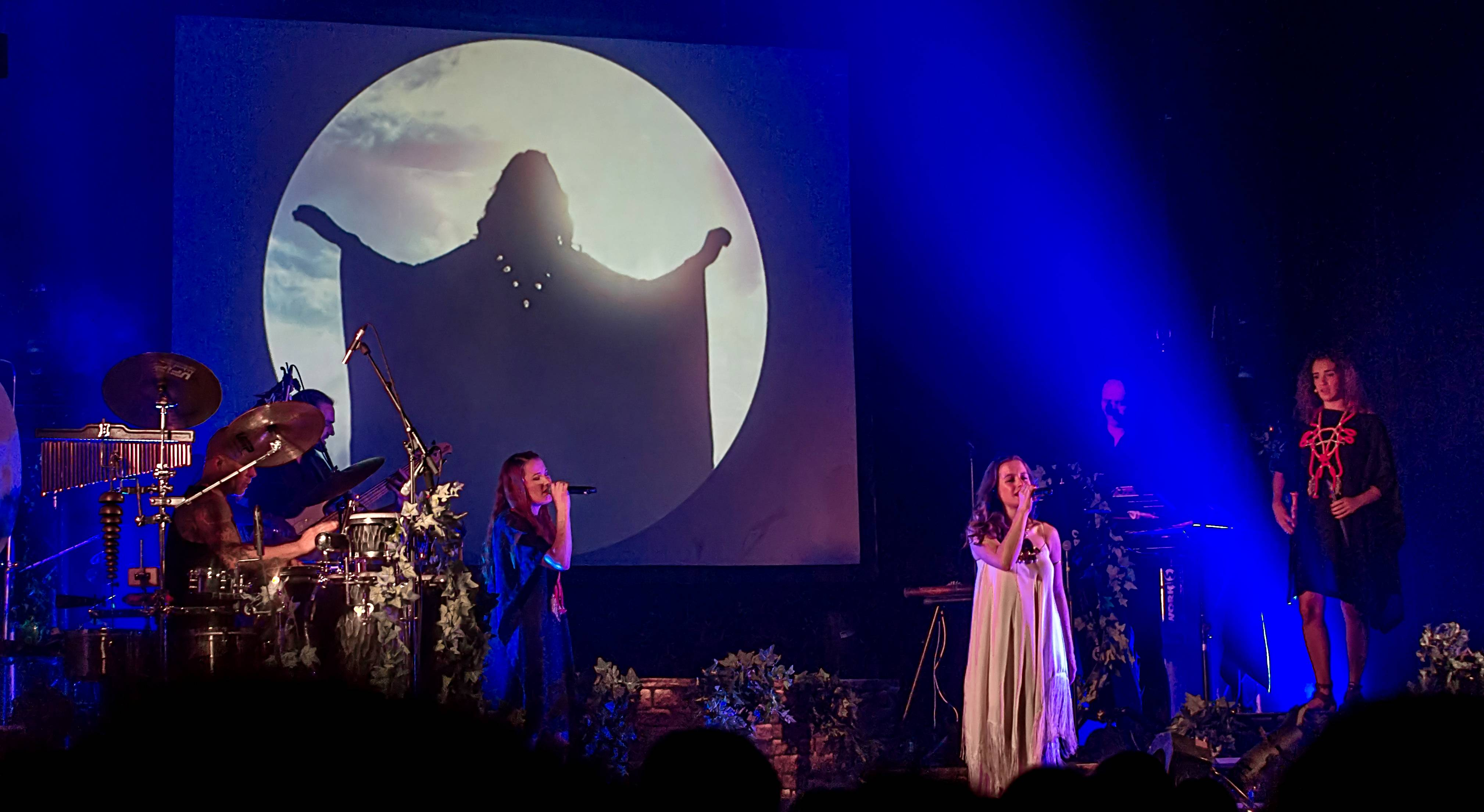
From Oonagh Tour 2015 Freiburg.